# Explosionskrater

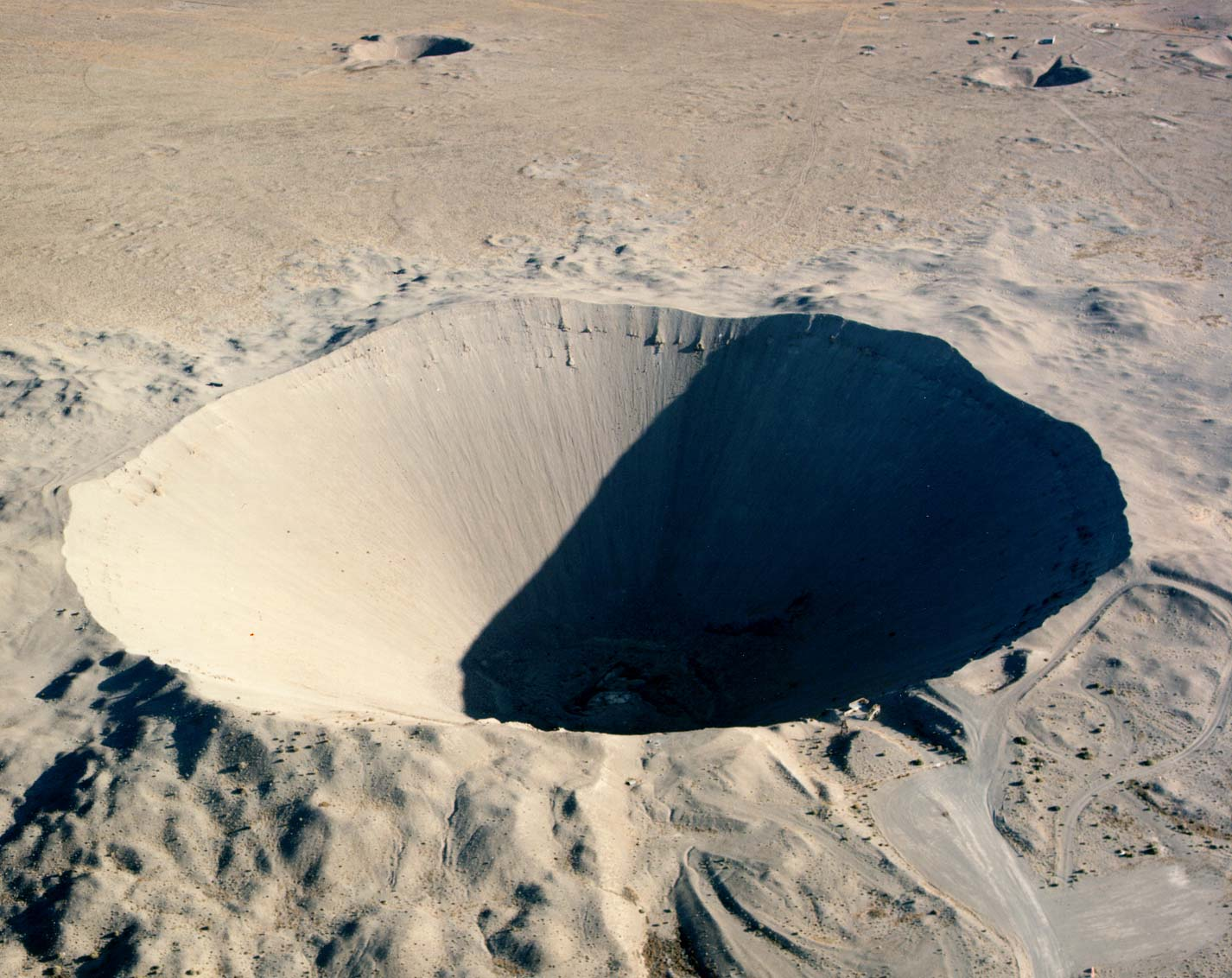
Krater, der durch den Sedan-Kernwaffentest entstanden ist

Ein Explosionskrater ist eine meist trichterförmige Vertiefung der Erdoberfläche.

## Typen
Es gibt unterschiedliche Arten Explosionskratern:
- Natürliche Krater, die durch vulkanische Ereignisse einer phreatischen oder phreatomagmatischen Explosion entstandene Krater,
- Künstliche Krater, die durch die Explosion einer Bombe oder eines Artilleriegeschosses entstandene Krater entstanden sind. Sie werden auch als Bomben- oder Granattrichter bezeichnet.

Verwandt mit dem Explosionskrater ist der durch Einschlag eines Himmelskörpers verursachte Impaktkrater.

## Vulkanische Explosionskrater

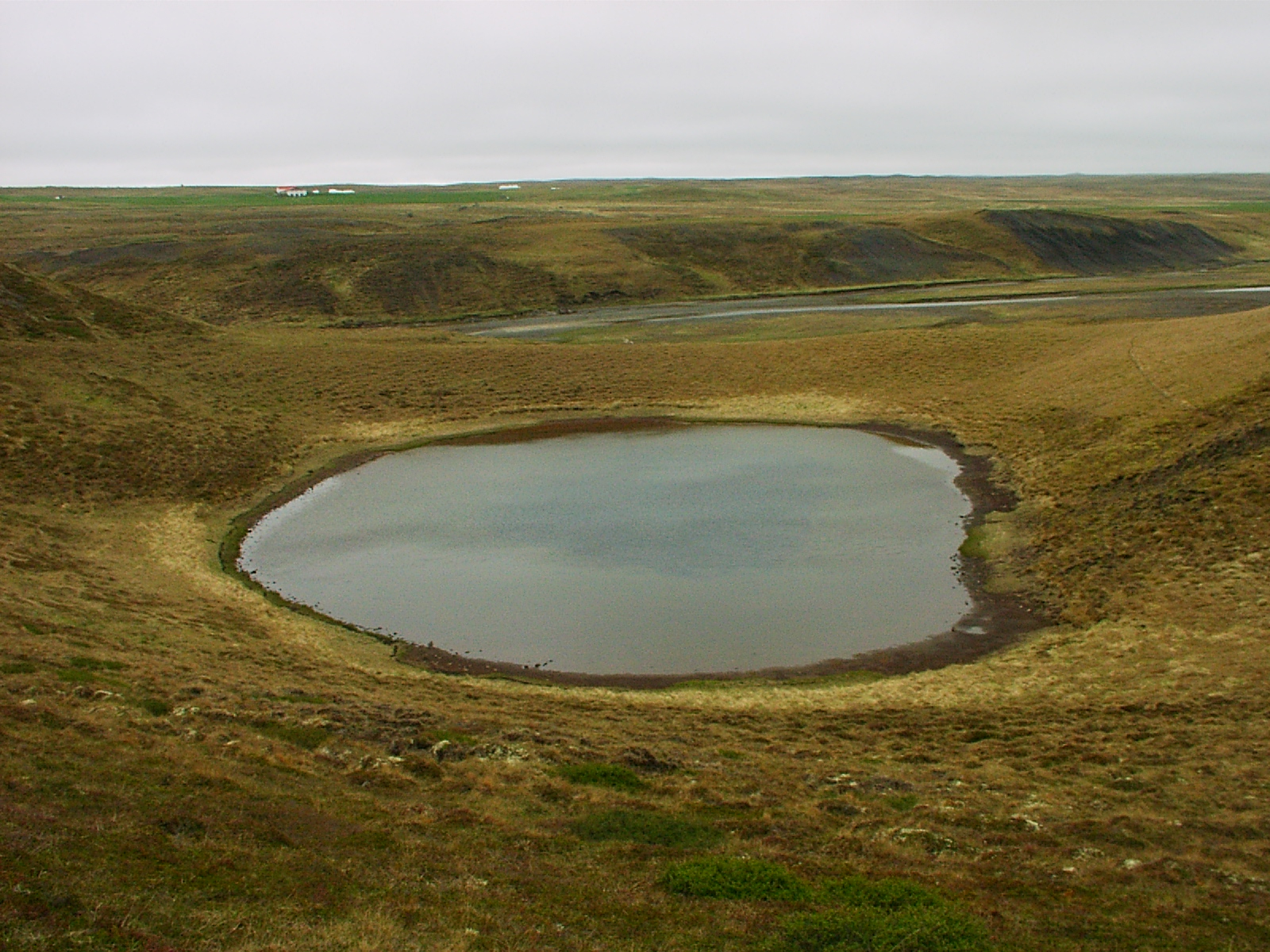
Vulkanischer Explosionskrater bei Brekkulægur südlich von Hvammstangi in Island

Explosionskrater ist eine Sammelbezeichnung für vulkanisch entstandene Maare, Tuffringe, Tuffkegel oder auch Pseudokrater. Sie sind das Ergebnis von Wasserdampfexplosionen (phreatische oder phreatomagmatische Explosion), wobei heißes Magma mit Wasser in Kontakt kommt. Durch die hohe Energie werden Gestein und Magma sehr fein zerstäubt und als vulkanische Asche oder Lapilli abgelagert.
Ein Beispiel ist der Explosionskrater bzw. der Tuffring des Hverfell in Island.

## Bomben- und Granattrichter

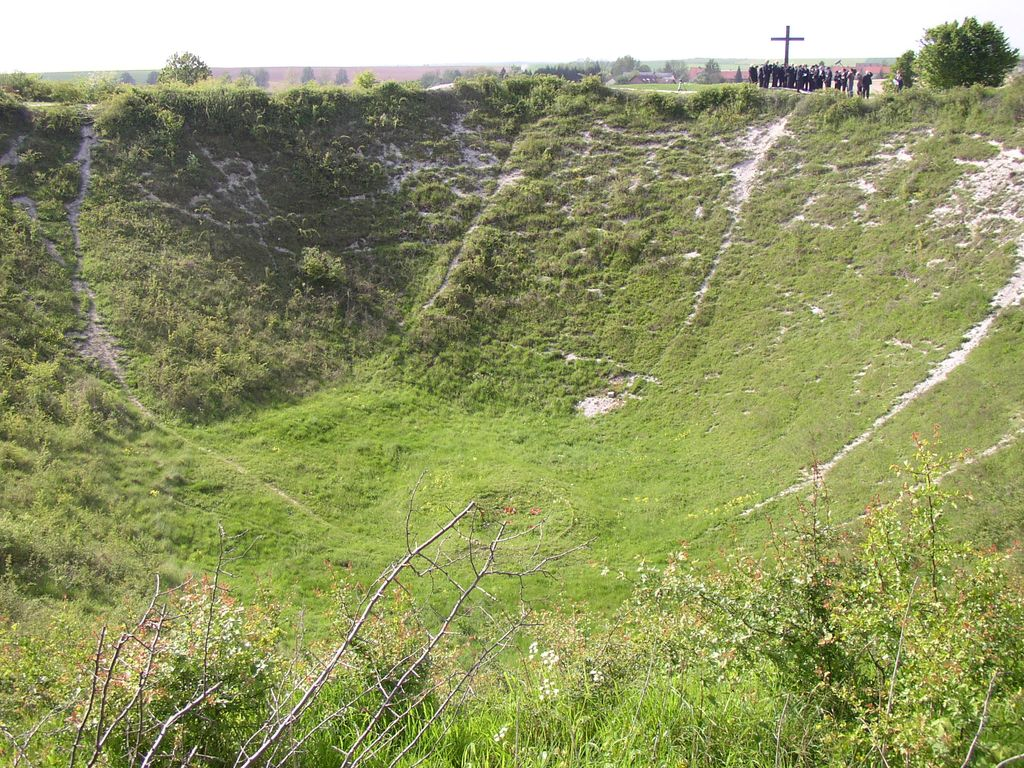
Lochnagar-Krater mit Besuchern im Oktober 2005

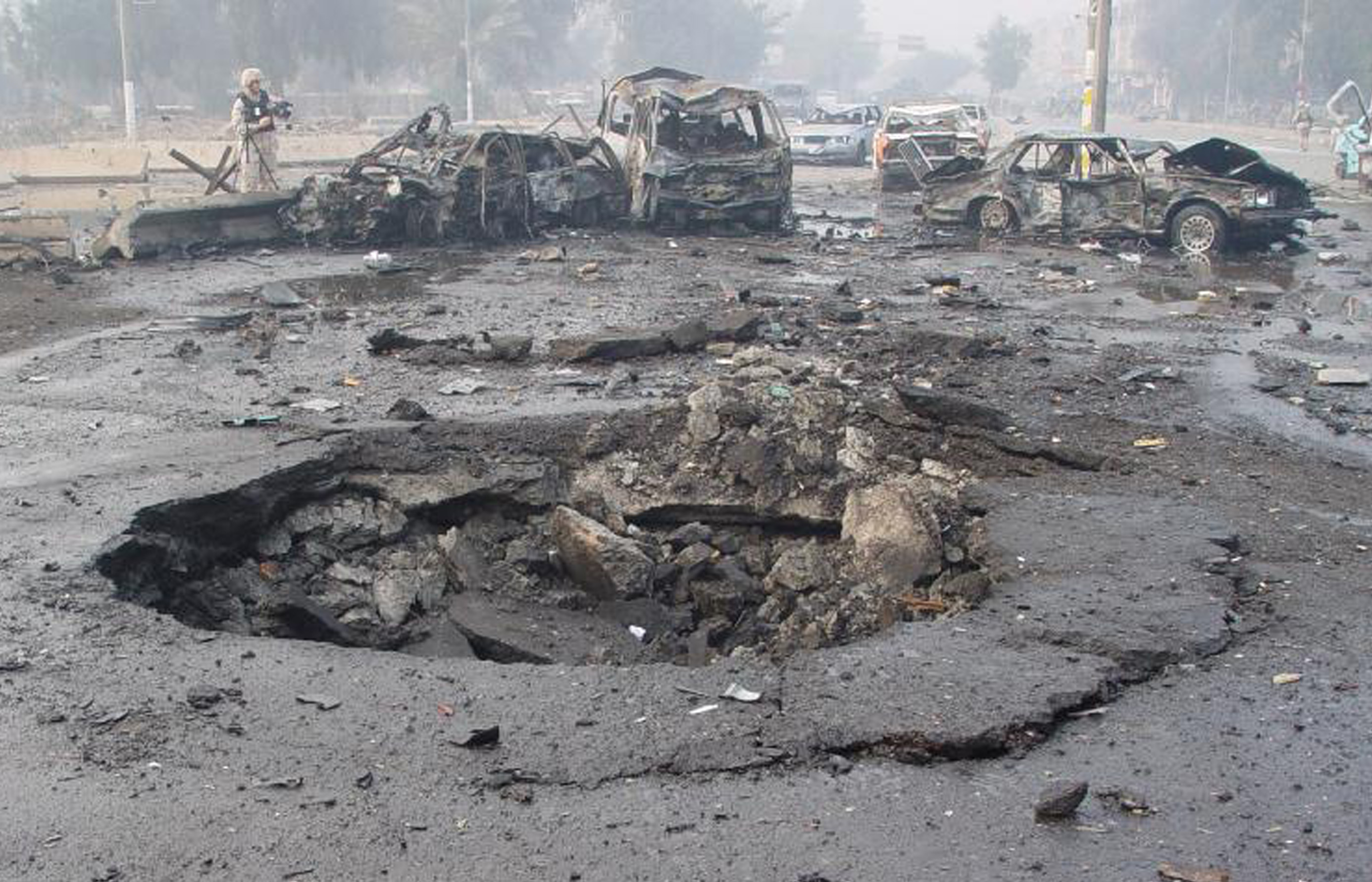
Krater durch eine von Aufständischen gezündete Autobombe in Bagdad während der Besetzung des Irak durch die USA, 2000er Jahre

Bei der Explosion einer Bombe (Bodennullpunkt) wird durch den extremen Explosionsdruck das Erdreich zu den Seiten und nach oben hin verdrängt. Es entsteht eine meist kreisförmige Senke. An den Rändern entsteht aus einem Teil des ausgeworfenen Materials ein Wall, ein weiterer Teil fällt in den Krater zurück.

Je nach Stärke der Bombe oder Granate, der Bodenart und -feuchtigkeit sind Bomben- oder Granattrichter unterschiedlich groß, tief und langlebig. Heute finden sich noch zahlreiche Bombentrichter aus dem Zweiten Weltkrieg in extensiv genutzten Landschaftsbereichen, wie Wäldern und Weiden. Im Lauf der Zeit können sich in Bombentrichtern auf vom Grundwasser beeinflussten Böden Kleingewässer und ökologisch wertvolle Kleinbiotope entwickeln. Ein Beispiel dafür ist der Luftangriff auf Wangerooge vom 25. April 1945. Einige Kraterlandschaften gelten heute als Bodendenkmal, wie Gebiete nach der Schlacht im Hürtgenwald. Im Siedlungsraum oder auf bewirtschafteten Feldern wurden Bombentrichter meist schnell wieder mit Erde verfüllt und sind nur noch archäologisch nachzuweisen. Die Verfüllungen erfolgten auch mit anderem verfügbarem Material, wie Trümmerschutt und später auch mit Siedlungsabfall. Die Auffüllung von Trichtern hält bis heute an.
In Frankreich sind weite Teile der Schlachtfelder des Ersten Weltkriegs in Staatsbesitz und zur „zone rouge“ (rote Zone) erklärt worden. Hier darf keine Landwirtschaft betrieben und nicht gebaut werden. Ziel ist es, die vor allem durch Artilleriefeuer verwüsteten Landstriche weitgehend unverändert zu lassen. Das Terrain der Front war nach den Schlachten buchstäblich tot und glich einem Sondermülldepot: der Boden war metertief verbrannt und von Sprengstoff und Gasmunition vergiftet worden. Überall lagen Utensilien und Gegenstände des Frontalltags herum, dazwischen verwesende Leichen.
Auch der Minenkrieg, bei dem unter den gegnerischen Stellungen große Mengen Sprengstoff zur Explosion gebracht wurden, hinterließ große Krater. So hat der am 1. Juli 1916 entstandene, heute noch existierende Lochnagar-Krater einen Durchmesser von 91 und eine Tiefe von 21 Metern.
Einer der größten Explosionskrater in Deutschland ist in Prüm zu finden. Er stammt von der Explosionskatastrophe von 1949, bei der ein Munitionslager aus bis heute unbekannten Gründen explodierte und große Teile der Stadt zerstört wurden.

### Durch Kernwaffenexplosion
Eine Kraterbildung erfolgt nur bei Bodendetonationen oder bei Untergrunddetonationen, die in geringer Tiefe stattfinden. Bei einem statischen Überdruck von etwa 10 GPa kommt es zur Kraterbildung. Die Kraterbildung einer Kernwaffenexplosion soll ausgenutzt werden, um Erdwälle wie z. B. aufgeschüttete Staudämme zu zerstören. Die entstehende Stoßwelle im Untergrund soll Bunkeranlagen und Raketensilos zerstören.
| Sprengkraft         | 20 kt              | 100 kt           | 500 kt           | 4,5 Mt     |
| ------------------- | ------------------ | ---------------- | ---------------- | ---------- |
| Bombentyp           | Typ Nagasaki-Bombe | GB/USA Trident I | GUS SS-25, SS-27 | China DF-5 |
| Zielpunktabweichung | mehrere Kilometer  | 90 m             | 350 m            | 500–1500 m |
| Kraterdurchmesser 1 | 45 m               | 73 m             | 118 m            | 228 m      |
| Bunker zerstört     | 56 m               | 91 m             | 147 m            | 285 m      |

Einer der größten Explosionskrater ist der Krater des Sedan-Experiments der Operation Plowshare vom 6. Juli 1962 auf dem Nevada-Testgelände. Die Sprengung war Teil eines Programms zur friedlichen Nutzung von Kernwaffen für Erdbewegungsarbeiten. Der Sprengkopf hatte eine Sprengkraft von 104 kt und wurde als Untergrunddetonation in 193 m Tiefe gezündet. Die Explosion bewegte 12 Millionen t Erdreich, verursachte ein künstliches Erdbeben der Stärke 4,75 auf der Richterskala und hinterließ einen radioaktiv verstrahlten Krater mit 390 m Durchmesser und einer Tiefe von 97 m, also wesentlich größer als der Tabellenwert. Ähnliches gilt auch für Impaktkrater.
Auch bei feuchtem oder weichem Untergrund entstehen sehr große Krater. Einer der größten Kernwaffenkrater überhaupt stammt vom Castle-Bravo-Test (mit 15 Mt die größte von den USA gezündete Bombe) auf dem Bikini-Atoll; sein Durchmesser beträgt ca. 2000 m, seine Tiefe dagegen nur ca. 80 m.